# Erik Bergqvist
Pour les articles homonymes, voir Bergqvist.
Erik Gustaf Bergqvist, né le 20 juin 1891 à Stockholm et mort le 17 février 1954 dans la même ville, est un nageur, joueur de water-polo et footballeur suédois. 
Avec l'équipe de Suède de water-polo masculin, il est médaillé d'argent aux Jeux olympiques d'été de 1912 et médaillé de bronze aux Jeux olympiques d'été de 1920. Il participe aussi au 100 mètres nage libre des Jeux de 1912, mais est éliminé dès les séries de qualification.
Il est également sélectionné à quatre reprises en équipe de Suède de football entre 1912 et 1916. Il évolue en club à l'IFK Stockholm de 1912 à 1913 et à l'AIK Solna de 1914 à 1917, remportant le Svenska Mästerskapet en 1914 et en 1916.